# Vol-au-vent

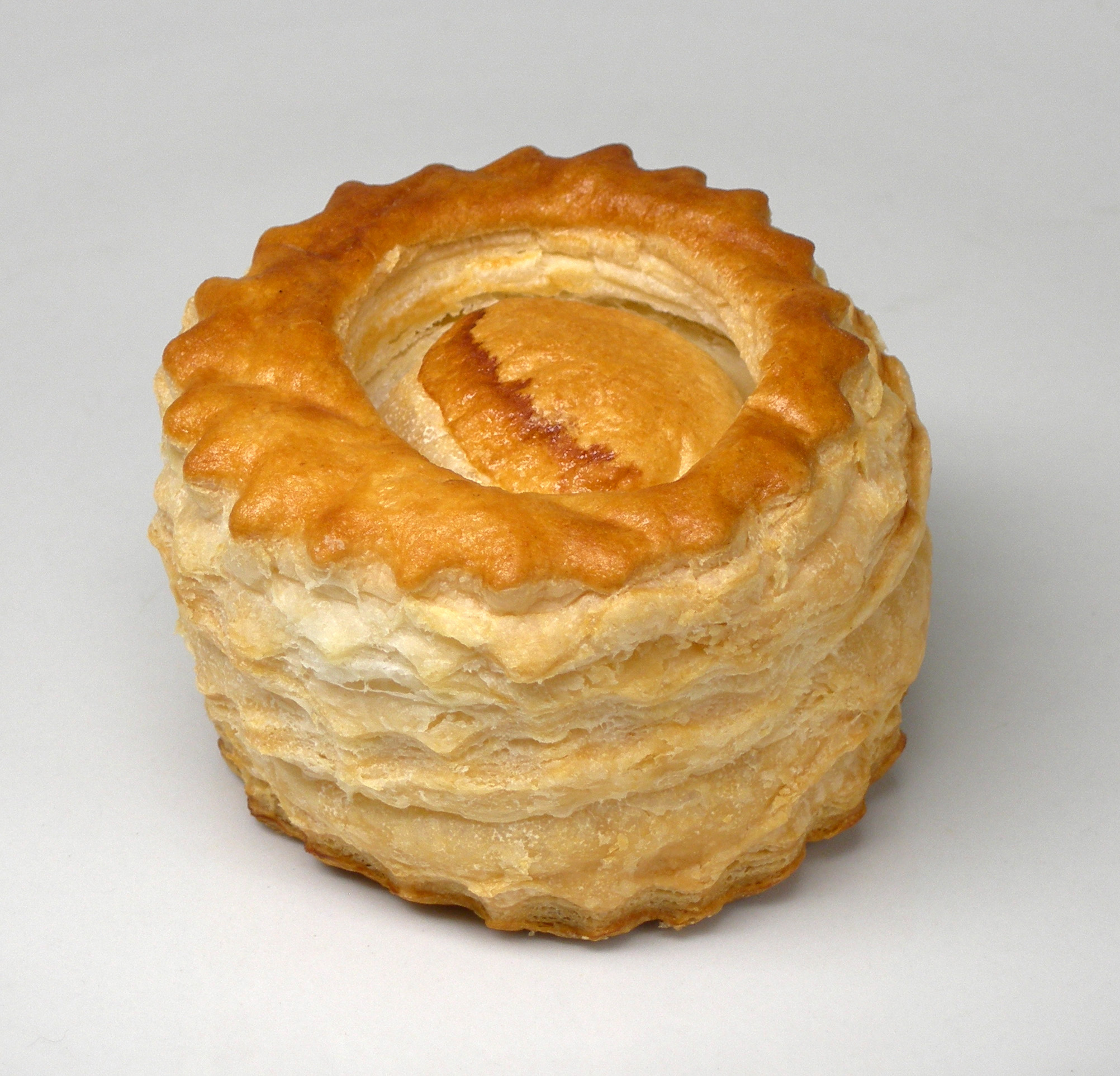
Vol-au-vent

Vol-au-vent (wym. wolowã; tłum. z fr. lot z wiatrem) – danie kuchni francuskiej, pasztecik wykonany z ciasta francuskiego upieczonego na kształt okrągłej, pustej w środku formy, wypełnionej po upieczeniu gorącym nadzieniem. Nadzieniem jest najczęściej ragoût z mięsa kurczaka z pieczarkami.
Potrawa ta serwowana jest na gorąco, jako dodatek do zup albo przystawka (po zupie ale przed daniem głównym), lub jako lunch z frytkami albo chlebem. Nazwa może odnosić się również do pustego ciasteczka-babeczki. Za wynalazcę vol-au-vent uważa się francuskiego kucharza Carême. Nazwa vol-au-vent, czyli "lot z wiatrem", jest związana z lekkością ciasta po jego upieczeniu.
Ma kształt "kominka", który powstaje  poprzez nałożenie na siebie kilku krążków ciasta. Pierwszy ma kształt okrągły, o średnicy paru centymetrów, kolejne dwa mają dodatkowo wycięty otwór wewnątrz. Dzięki takiemu złożeniu po upieczeniu można nadziewać powstałe "kominki" różnymi rodzajami farszu. 
W sklepach są dostępne gotowe babeczki vol-au-vent, które należy jeszcze dopiec w rozgrzanym piekarniku przez kilka minut, po uprzednim odcięciu wieczek. Następnie "kominki" nadziewa się i przykrywa wieczkami oraz ewentualnie polewa sosem. Można także wycinać vol-au-vent z zamrożonego ciasta po jego rozmrożeniu i rozwinięciu, które następnie piecze się w piekarniku.
Obecnie danie to ma różne wersje (z mięsem kurczaka, cielęciną lub szynką), w których stałymi elementami pozostają: babeczki z ciasta vol-au-vent nakryte wieczkami, pieczarki i biały sos (beszamelowy, Allemande lub Mornay).

## Bouchées à la Reine
Bardzo delikatna wersja małych babeczek vol-au-vent wypełnionych nadzieniem z kremowym, białym sosem nazywana jest po francusku Bouchées à la Reine. Ciasto francuskie, z którego zostały upieczone Bouchées à la Reine jest lekkie i kruche, natomiast ciasto vol-au-vent jest miękkie i nasączone sosem. Przypuszcza się, że Bouchées à la Reine zostały wymyślone przez Marię Leszczyńską lub specjalnie dla jej gości, i dzięki niej stały się popularne. Bouchées à la Reine serwuje się jako przekąski na przyjęciach, gdyż można je skonsumować w dwóch lub trzech kęsach. W języku angielskim nazywane są Queen's mouthfuls lub Queen's Nibbly-Bits. 